# Las Stocki
Las Stocki (prononciation [ˈlas ˈstɔt͡ski]) est un village de la gmina de Końskowola du powiat de Puławy dans la voïvodie de Lublin, situé dans l'est de la Pologne.
Il se situe à environ 6 kilomètres au sud de Końskowola (siège de la gmina), 9 au sud-est de Puławy (siège du powiat) et 39 kilomètres à l'ouest de Lublin (capitale de la voïvodie), sur la rivière Kurówka.
Le village comptait une population de 215 habitants en 2008.

## Histoire
De 1975 à 1998, le village est attaché administrativement à l'ancienne voïvodie de Lublin.

Depuis 1999, il fait partie de la nouvelle voïvodie de Lublin.